# Keleti Ágnes
Keleti Ágnes, született Klein Ágnes,  asszonynevén Sárkány Istvánné, később Bíró Róbertné (Budapest, 1921. január 9. – Budapest, 2025. január 2.) a Nemzet Sportolója címmel kitüntetett ötszörös olimpiai bajnok magyar tornász; a magyar tornasport legeredményesebb versenyzője: 46 alkalommal nyert magyar bajnokságot, és hétszeres csapatbajnok.
Tarics Sándor halála után (2016. május 21.) a legidősebb élő magyar olimpiai bajnok, a finn Lydia Wideman halála után (2019. április 13.) a legidősebb élő olimpiai bajnok, 2023. szeptember 6-án pedig a legmagasabb kort megélt olimpiai aranyérmes lett.

## Élete

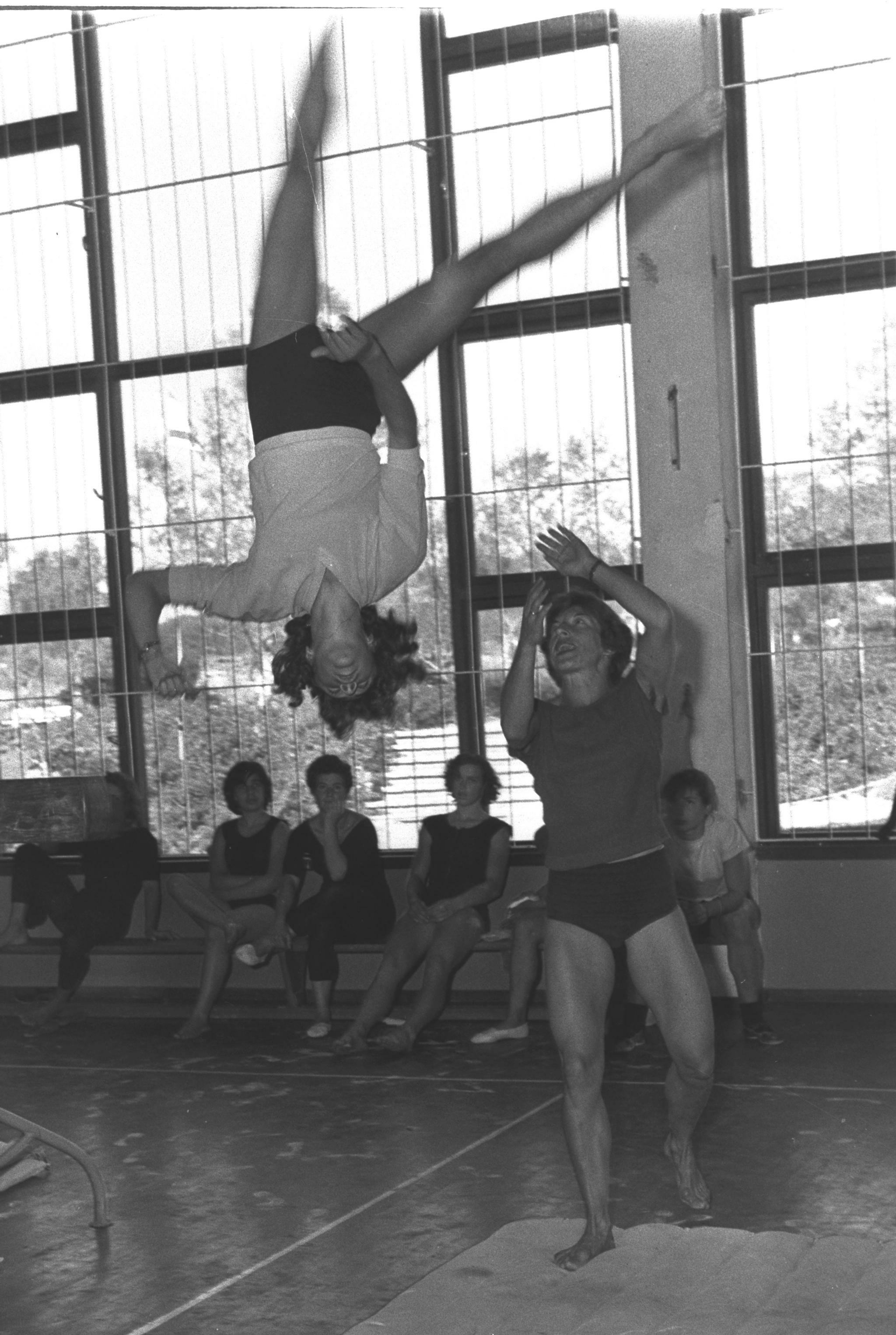
Keleti Ágnes edzi egyik tanítványát Izraelben (1960)

Családja zsidó származású, Klein Ágnes néven anyakönyvezték. Édesapja a szegedi születésű Klein Ferenc, édesanyja budapesti születésű Gyárfás (született Grünberger) Róza. Szülei 1911-ben a VI. kerületben kötöttek házasságot. Édesapja a holokauszt áldozata lett. A Nemzeti Torna Egylet (NTE) színeiben kezdte meg a sportpályafutását. 18 évesen mutatkozott be a magyar válogatottban. 1940-ben nyerte első magyar bajnoki érmét. A háborút Szalkszentmártonban, hamis papírokkal vészelte át. 1946-ban Balkán-játékokat nyert. Az 1948. évi nyári olimpiai játékokon a válogatott csapat tagja volt, de egy szalagszakadás miatt nem vehetett részt a versenyen, így helyette a tartalék Balázs Erzsébet jutott lehetőséghez, és lett végül ezüstérmes a csapattal.
1949-ben négy aranyérmet nyert a főiskolai világbajnokságon. Az 1952-es olimpián a talaj bajnoka volt, ezenkívül egy ezüst- és két bronzérmet nyert. 1954-ben felemás korláton világbajnokságot nyert.
1956-ban három szeren (talaj, gerenda, felemás korlát) és a kéziszercsapatban nyert olimpiát. Közvetlenül az ’56-os olimpia után Ausztráliában, majd 1957-ben Izraelben telepedett le, ahol főiskolai tanár és edző volt. Izraelben a nemzeti tornasport fejlődéséhez jelentősen hozzájárult a tornászképzésben és tornatanárképzésben. 1958-tól 1980-ig az izraeli tornászválogatott edzője, 1959-től 1960-ig az olasz tornászválogatott edzője volt. 1983-tól 1988-ig izraeli kluboknál edzősködött. 1957-től 1980-ig az izraeli Testnevelési Főiskola tanára volt. Nemzetközi versenybíróként is dolgozott. 1990-től egyre több időt töltött szülőhazájában, lényegében már Magyarországon élt. 2002-ben került be az International Gymnastics Hall of Fame-be.
Tarics Sándor 2016. május 21-i halála után ő lett a legidősebb még élő magyar olimpiai bajnok, a finn Lydia Wideman halála után (2019. április 13.) pedig a legidősebb élő olimpiai bajnok.
2021. január 9-én ünnepelte 100. születésnapját, amely alkalomból Orbán Viktor és Benjámín Netanjáhú, Magyarország és Izrael miniszterelnöke is felköszöntötte. Utóbbi köszöntőjében elmondta, hogy Keleti Ágnes inspiráló élettörténetével teremtette meg az izraeli tornasportot, valamint hogy ezt követően Izraelben az ő nevét viseli az országos tornászbajnokság. A Magyar Sportújságírók Szövetsége életműdíjjal ismerte el pályafutását. 2021 januárjában róla nevezték el az UTE tornacsarnokát.
Egy héttel a 104. születésnapja előtt, 2025. január 2-án hajnalban hunyt el. Halálát megelőzően tüdőgyulladással szállították kórházba, amelyet légzési nehézségek és szívelégtelenség követett. A halál álmában érte. A 104. születésnapján, 2025. január 9-én, zsidó szertartás keretében helyezték végső nyugalomra a Kozma utcai izraelita temetőben.

### Családja
Első férje Sárkány István magyar tornász és olimpiai tornabíró volt, akivel 1944 és 1950 között voltak házasok. Második férje Bíró Róbert. Két fia született: Dániel és Rafael.

## Művei
- Torna. Vezérfonal a segédoktatói tanfolyam torna tananyagához. 1–5. r.; többekkel; Sportoktató és Sportvezetőképző Intézet, Bp., 1950
- Kovács Zoltánné – Keleti Ágnes: Női szertorna. 1–4. évf.;  Tankönyvkiadó 2. Jegyzetsoksz., Bp., 1951
- Keleti Ágnes – F. Kovács Éva: Művészitorna előkészítő gyakorlatai; Sport, Bp., 1953
- Egy olimpiai bajnok három élete; szerzői magánkiadás, Bp., 2002 (önéletrajzi könyv)

## Díjai, elismerései
- Magyar Köztársasági Sportérdemérem arany fokozat (1949)[36]
- Magyar Népköztársasági Érdemrend V. fokozat (1951)[37]
- A Magyar Népköztársaság Kiváló sportolója (1951)[38]
- A Magyar Népköztársaság Érdemes Sportolója (1954)[39]
- MOB olimpiai aranygyűrű (1995)
- Női Sportolók Nemzetközi Hírességeinek Csarnokának tagja (2001)
- MOB-érdemérem (2003)
- A Nemzet Sportolója (2004)
- a Magyar Tornasport Halhatatlanja (2008)
- Magyar Tornasportért díj (2011)
- Elnöki érdemérem (2011)
- Prima Primissima díj (2015)
- Izrael-díj (2017)
- Pro Urbe Budapest (2019)
- Újpest díszpolgára (2020)[40]
- A Magyar Sportújságírók Szövetségének életműdíjasa (2021)[41]
- Fair Play Életműdíj (2021)[42]
- A Magyar Érdemrend középkeresztje a csillaggal (2021)
- Terézváros díszpolgára (2021)[43]
- Budapest díszpolgára (2021)
- Kézdy György-díj (2024)

## Könyvek
- Dávid Sándor – Dobor Dezső: Keleti 100 – „Mert szeretek élni…”; Magyar Torna Szövetség, Budapest, 2020

## Dokumentumfilm
- Aki legyőzte az időt – Keleti Ágnes (2022)